# To Be Continued
To Be Continued är en svensk kortfilm från 1999 i regi av Linus Tunström. I rollerna ses bland andra Amanda Ooms, Dan Ekborg och Lena B. Eriksson.

## Handling
Filmen består av  tre scener fokuserade på tid: flickan som försöker hinna ikapp sin dockvagn, älskaren som är kvar i hallen medan mannen är på väg uppför trappan och mannen som väntar på att en äggklocka ska ringa.

## Rollista
- Louise de Bourg – flicka med dockvagn
- Dan Ekborg – älskaren som sitter i köket
- Lena B. Eriksson – frun som kokar ägg
- Joachim Melin	– pojken med pilbåge
- Amanda Ooms – frun i hallen med morgonrock
- Göran Ragnerstam – bombmannen
- Urban Reese – älskaren i hallen
- Cesar Sarochy	– mannen med krycka
- Johan Wahlström – flickans far

## Om filmen
Filmen producerades av Lena Hanno-Clyne och Anne-Marie Söhrman och spelades in med Anders Bohman som fotograf efter ett manus av Tunström. Musiken komponerades av Rikard Borggård och filmen klipptes av Patrick Austen. Den premiärvisades 13 december 1999 i Sveriges Television som en del i serien 5 i 12 och i januari 2000 visades den på Göteborgs filmfestival.
To Be Continued har belönats med en rad priser. År 2000 vann den priserna Grand Prix vid Filmfestivalen i Cannes och förstapriset i klassen Pathé Five Minute Award vid en festival i Bristol. Den fick även ett hedersomnämnande vid Fédération Int'l de la Presse Cinématographique. 2001 fick den pris för bästa kortfilm vid festivalerna i Salerno och Trieste och nominerades också till en Guldbagge i samma kategori.